# Adam Raga

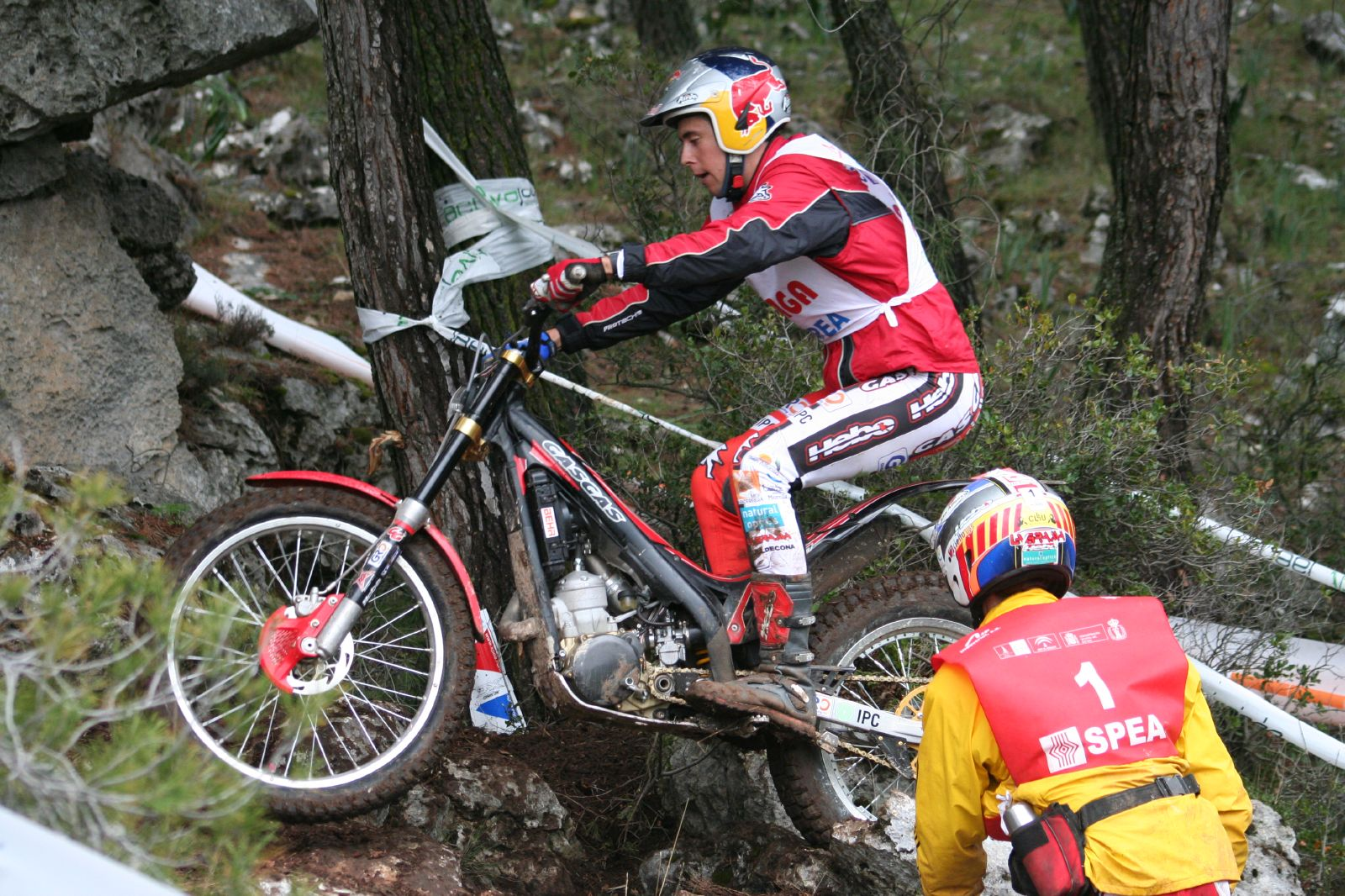
Adam Raga

Adam Raga (född 6 april, 1982 i Ulldecona, Tarragona, Katalonien) är en superstjärna inom motorcykelsporten Trial.
Han är flerfaldig världsmästare både i inomhus- och utomhusklasserna för GasGas fabriksstall.